# Ruprecht II. Falcký
Ruprecht II. Falcký (německy Ruprecht der Harte, 12. května 1325 Amberg – 6. ledna 1398 tamtéž) byl falcký kurfiřt.
Byl starším synem falckraběte Adolfa a jeho manželky Irmengardy z Öttingenu. Roku 1345 se oženil s Beatrix, dcerou zesnulého sicilského krále Petra II. Titulu falckraběte se dočkal roku 1390 po smrti strýce Ruprechta I. O rok později ze svých zemí vyhnal Židy a prostitutky a zabavený majetek věnoval univerzitě v Heidelbergu. Zemřel roku 1398 a byl pohřben v po boku svého otce v cisterciáckém klášteře Schönau.